# Mark Galeotti
Mark Galeotti (Nascido em Surrey, Inglaterra, 15 de outubro de 1965) é um palestrante e escritor baseado em Londres sobre crimes transnacionais e assuntos de segurança russos e diretor da consultoria Mayak Intelligence. Ele é um professor honorário da Escola de Estudos Eslavos e da Europa Oriental da UCL, um Associado Sênior no Royal United Services Institute, e um Associado em Geopolítica Euro-Atlântica no Conselho de Geoestratégia.
Galeotti é o autor de livros sobre as forças armadas e paramilitares russas para a Osprey Publishing, e o seu livro mais recente, Putin's Wars: From Chechnya to Ukraine, foi premiado pela Fletcher Russia & Eurasia Program.

## Educação e carreira
Nascido em Surrey, na Inglaterra, Galeotti foi educado na Tiffin School (academia de gramática) em Kingston upon Thames e no Robinson College, em Cambridge, onde estudou história. Ele então mudou para a London School of Economics e completou seu doutorado, supervisionado por Dominic Lieven, sobre o impacto da guerra do Afeganistão na URSS.
Anteriormente, ele foi pesquisador sênior do Instituto de Relações Internacionais de Praga e chefe do Centro de Segurança Europeia. Ele continua sendo um membro sênior não residente do IIR. Antes de se mudar para Praga, foi professor clínico de assuntos globais no Centro de Assuntos Globais da Universidade de Nova York. Antes de se mudar para a NYU, ele foi chefe do departamento de história da Universidade de Keele, professor visitante de segurança pública na Escola de Justiça Criminal em Rutgers–Newark (2005-2006) e pesquisador sênior do Ministério das Relações Exteriores e da Commonwealth (1996–1997). Ele também foi professor visitante no MGIMO (Moscou) e na Universidade de Charles (Praga). No ano acadêmico de 2018–2019, foi Bolsista Jean Monnet no Instituto Universitário Europeu.
Em 14 de junho de 2022, Galeotti estava entre as 29 pessoas do Reino Unido proibidas pelo governo russo de viajar em suas terras.

## Jornalismo e outras atividades
Entre 1991 e 2006, ele escreveu uma coluna mensal sobre questões de segurança russas e pós-soviéticas para a Jane's Intelligence Review (anteriormente Jane's Soviet Intelligence Review). Ele continua a escrever para várias publicações de Jane, bem como para a Oxford Analytica, para a qual cobre questões de segurança russa, crime transnacional e terrorismo. Em julho de 2011, ele começou a escrever uma coluna regular, Siloviks & Scoundrels, para o jornal russo The Moscow News, até o fechamento do jornal em 2014.
Ele escreve em seu próprio blog, In Moscow's Shadows (Às Sombras de Moscou), além de escrever como convidado para Raam op Rusland, EUROPP, oD:Russia, International Policy Digest e outros blogs. Ele também contribui com artigos para The Moscow Times e War on the Rocks e é editor colaborador da Business New Europe. Galeotti é consultor de várias agências governamentais, comerciais e de aplicação da lei e analista sênior da Wikistrat; além de ser o editor fundador da revista Global Crime. Ele também é membro do conselho consultivo internacional do Mob Museum.
Mark Galeotti também é um fã de jogos de RPG, trabalhando em vários livros e fanzines relacionados a Glorantha, além de escrever o RPG com sistema independente HeroQuest Mythic Russia. Ele também é o autor do guia de expansão do RPG Cyberpunk 2020 de 1991, Eurosource.

## Livros
- The Weaponisation of Everything: A Field Guide to the New Way of War, 2022 (New Haven e Londres: Yale University Press)
- A Short History of Russia, 2020 (Nova York: Hanover Square) e 2021 (Londres: Ebury)
- Armies of Russia's War in Ukraine, 2019. (Londres: Osprey)
- We Need to Talk About Putin, 2019. (Londres: Ebury)[11]
- Russian Political Warfare: moving beyond the hybrid, 2019. (Londres: Routledge)
- Kulikovo 1380: the battle that made Russia, 2019 (Londres: Osprey)
- The Vory: Russia’s super mafia (em Russo), 2018 (Londres e New Haven: Yale University Press) – também licenciado para tradução em 11 outros idiomas, até o momento. Simon Sebag Montefiore descreveu-o como um "livro brilhante, emocionante, surpreendentemente rico e importante".[12]
- The Modern Russian Army, 1992-2016, 2017. (Londres: Osprey)
- Hybrid War or Gibridnaya Voina? Getting Russia’s non-linear military challenge right, 2016. (Praga: Mayak)
- Spetsnaz: Russia’s special forces, 2015. (Londres: Osprey)
- Russia’s Chechen Wars, 2014. (Londres: Osprey)
- Galeotti, Mark (2013). Russian Security and Paramilitary Forces since 1991. London: Osprey. ISBN 9781780961057
- Paths of Wickedness and Crime: the underworlds of the Renaissance Italian city, 2012. (Nova York: Gonfalone)
- The Politics of Security in Modern Russia [edited], 2010. (Londres: Ashgate)[13]
- Organised Crime in History [ed.], 2009. (Londres: Routledge)
- Global Crime Today: the changing face of organised crime [ed.], 2005. (Londres: Routledge)[14]
- Criminal Russia: a sourcebook and coursebook on 150 years of crime, corruption & policing, 2003. (Keele, ORECRU, rev.4a. ed.)
- Russian and Post-Soviet Organized Crime [ed.], 2002. (Londres, Ashgate)
- Putin's Russia [edited], 2002 (Londres, Jane's), coeditado por Ian Synge
- Gorbachev and his Revolution (Basingstoke, Macmillan, 1997). Elementos deste livro foram republicados em People Who Made History: Mikhail Gorbachev, editado por Tom Head (Nova York, Gale: 2003)
- Jane’s Sentinel: Russia (Coulsdon, Jane’s, 1997)
- Unstable Russia (Coulsdon, Jane’s, 1996)
- The Age of Anxiety. Security and Politics in Soviet and Post-Soviet Russia (Harlow, Longman Higher Academic, 1995).
- Afghanistan: the Soviet Union's last war (Londres, Frank Cass, 1995, nova edição lançada em brochura 2001)[15]
- The Kremlin’s Agenda (Coulsdon, Jane’s Information Group, 1995)